# Smelowskia bifurcata
Smelowskia bifurcata là một loài thực vật có hoa trong họ Cải. Loài này được (Ledeb.) Botsch. miêu tả khoa học đầu tiên năm 1868.